# Фа (буква маньчжурского алфавита)
Хэргэни фа — буква маньчжурской письменности, обозначает  глухой губно-зубной спирант /f/, относится к буквам имеющим разное написание в маньчжурском и монгольском. В маньчжурском при написании слогов с гласными А и Э имеет особый графический элемент справа от осевой линии, при сложении с гласными И, О, У и двугласными Я, Е, Ё, Ю теряет специфичный элемент и пишется одинаково с буквой Ва. Это упрощение объясняется тем, что слогов Ви, Во, Ву, Вя, Ве, Вё, Вю в маньчжурском языке нет.
- Фа
- Фэ
- Фи

- Фо
- Фу
- Фуу